# Mechi–Mahakali-Bahn
| Streckenlänge: | 945 km               |                                         |                                         |
| Spurweite: | 1435 mm (Normalspur) |                                         |                                         |
| Stromsystem: | 25 kV 50 Hz ~        |                                         |                                         |
| |                      |                                         |                                         |
| \| \| \| von New Jalpaiguri (Westbengalen) \| \| \| \| nach Kalkutta \| \| \| \| Mechi, Grenze Indien/Nepal \| \| \| \| Kakarbhitta \| \| \| \| von Biratnagar und Forbesganj (Indien) \| \| \| \| Itahari \| \| \| \| Nepal Railways von Jaynagar (Indien) \| \| \| \| Bardibas \| \| \| \| nach Birganj–Raxaul (Indien) \| \| \| \| Simara \| \| \| \| von Kathmandu und Phokara \| \| \| \| Tamasariya \| \| \| \| nach Siddharthanagar–Gorakhpur (Indien) \| \| \| \| Butwal \| \| \| \| nach Nepalganj–Nepalganj Road (Indien) \| \| \| \| Kohalpur \| \| \| \| Attariya \| \| \| \| Bhim Datta \| \| \| \| Grenze Nepal/Indien \| \| \| \| Mahakali \| \| \| \| Majhola \| |                      |                                         |                                         |
| Strecke |                      | von New Jalpaiguri (Westbengalen)       | von New Jalpaiguri (Westbengalen)       |
| Abzweig ehemals geradeaus und nach links |                      | nach Kalkutta                           | nach Kalkutta                           |
| |                      | Mechi, Grenze Indien/Nepal              |                                         |
| Bahnhof (Strecke außer Betrieb) |                      | Kakarbhitta                             | Kakarbhitta                             |
| Abzweig geradeaus und von links (Strecke außer Betrieb) |                      | von Biratnagar und Forbesganj (Indien)  | von Biratnagar und Forbesganj (Indien)  |
| Bahnhof (Strecke außer Betrieb) |                      | Itahari                                 | Itahari                                 |
| Abzweig geradeaus und von links (Strecke außer Betrieb) |                      | Nepal Railways von Jaynagar (Indien)    | Nepal Railways von Jaynagar (Indien)    |
| Bahnhof (Strecke außer Betrieb) |                      | Bardibas                                | Bardibas                                |
| Abzweig geradeaus und nach links (Strecke außer Betrieb) |                      | nach Birganj–Raxaul (Indien)            | nach Birganj–Raxaul (Indien)            |
| Bahnhof (Strecke außer Betrieb) |                      | Simara                                  | Simara                                  |
| Abzweig geradeaus und von rechts (Strecke außer Betrieb) |                      | von Kathmandu und Phokara               | von Kathmandu und Phokara               |
| Bahnhof (Strecke außer Betrieb) |                      | Tamasariya                              | Tamasariya                              |
| Abzweig geradeaus und nach links (Strecke außer Betrieb) |                      | nach Siddharthanagar–Gorakhpur (Indien) | nach Siddharthanagar–Gorakhpur (Indien) |
| Bahnhof (Strecke außer Betrieb) |                      | Butwal                                  | Butwal                                  |
| Abzweig geradeaus und nach links (Strecke außer Betrieb) |                      | nach Nepalganj–Nepalganj Road (Indien)  | nach Nepalganj–Nepalganj Road (Indien)  |
| Bahnhof (Strecke außer Betrieb) |                      | Kohalpur                                | Kohalpur                                |
| Bahnhof (Strecke außer Betrieb) |                      | Attariya                                | Attariya                                |
| Haltepunkt / Haltestelle (Strecke außer Betrieb) |                      | Bhim Datta                              | Bhim Datta                              |
| Grenze (Strecke außer Betrieb) |                      | Grenze Nepal/Indien                     | Grenze Nepal/Indien                     |
| |                      | Mahakali                                |                                         |
| Haltepunkt / Haltestelle Strecke bis hier außer Betrieb |                      | Majhola                                 | Majhola                                 |

Die Mechi–Mahakali-Bahn (auch: Ost-West-Bahn), englisch Mechi–Mahakali Electric Railway ist das Projekt einer 945 km langen Eisenbahnstrecke von Ost nach West durch Nepal. Der Name des Projektes leitet sich aus den Namen der Verwaltungszone Mechi, wo die Bahn beginnt, und der Verwaltungszone Mahakali, wo die Bahn endet, ab.

## Geschichte
Um 2010 tauchte die Idee zum Bau mehreren längeren Eisenbahnstrecken auf, darunter auch die Mechi–Mahakali-Bahn, welche als erstes Eisenbahnprojekt der nepalesischen Regierung gilt. Die Machbarkeitsstudie für den Bau der Strecke wurde unter dem Vertrag der bilateralen Zusammenarbeit zwischen Indien und Nepal von der indischen Regierung übernommen.
Im März 2013 war der detaillierte Projektplan für die 135 km langen Abschnitt Bardibas–Simara–Birganj fertiggestellt, wobei nur der Teil Bardibas–Simara zur Ost-West-Verbindung gehört. Der nächste Abschnitt, der für die detaillierte Planung angegangen wird, ist die 223 km lange Strecke Simara–Butwal–Siddharthanagar. Auch hier gehört nur der Teil Simara–Butwal zur Ost-West-Verbindung. Alle Abschnitte sind so gestaltet, dass sie einen Teil der Ost-West-Verbindung enthalten und gleichzeitig eine Verbindung zu einem indischen Grenzübergang herstellen.
Im Juni 2014 begann der Bau der Strecke mit einer Grundsteinlegung für das fünf Kilometer lange erste Baulos des 108 km langen Abschnitt von Simara nach Bardibas. Die Vereinbarung über die Fertigstellung des Bauloses innerhalb von zwei Jahren wurde im Dezember 2013 von den Auftragnehmern unterzeichnet, aber der Arbeitsbeginn verzögerte sich, weil die Entschädigung der Grundbesitzer zuerst abgeschlossen werden musste. Im Sommer 2014 wurde gemeldet, dass zwei weitere Baulose von 65 km und 28 km Länge in Kürze ausgeschrieben werden sollten.
An beiden Endpunkten wird der erste Streckenabschnitt mit anderen neu anzulegenden Strecken zusammentreffen. Simara liegt an der geplanten Strecke Raxaul (Indien)–Kathmandu und Bardibas ist der vorläufige Endpunkt der Strecke von Jaynagar (Indien) über Janakpur, deren ersten Abschnitt bis über die Grenze von Nepal bereits in Betrieb ist, und die 2018[veraltet] bis Kurtha hinter Janakpur eröffnet werden soll.